# Protipapež Anaklet II.
Anaklet II., protipapež Rimskokatoliške cerkve; * okrog 1070 kot Peter Pjerleoni italijansko Pietro Pierleoni; latinsko Petrus Pierleoni) Rim (Papeška država, Sveto rimsko cesarstvo); † 25. januar 1138 Rim (Papeška država, Sveto rimsko cesarstvo). 

## Življenjepis

### Rod in mladost
Njegov rojstni datum nam ni znan; le sklepamo lahko, da se je rodil okrog 1070 v Rimu kot drugorojeni sin v bogati in vplivni plemiški družini z imenom Pietro Pierleoni. Rodovina Pierleoni je s svojim bogastvom in vplivom doslej vedno podpirala cerkveno stranko, ki je izvajala Gregorijansko reformo. Do Wormškega sporazuma je bila vedno na strani papežev in v nasprotju s cesarji Svetorimskega cesarstva. Ko je pa začel pojemati cesarski vpliv v Rimu, se je začelo tekmovanje in boj za oblast med rodovinama Pierleoni ter Frangipani, ki pa je bila na cesarjevi strani. 

Petrov praded je bil v 10. stoletju bankir Baruh, ki je prišel v večno mesto še kot jud in ga je krstil Leon IX. pod imenom Benedikt. Pridobil si je naklonjenost papežev zaradi obilne denarne podpore.  Iz spoštovanja do papeža je izbral svojemu sinu ime Leon. Tudi on je ostal zvest Svetem sedežu. Nekateri viri celo menijo, da je bil Gregor VI.  njegov brat. Leonu se je rodil sin Peter (italijansko Pier Leoni; latinsko PetrusLeonis), od koder je nastal riimek Pierleoni. Petrov oče Peter je bil konzul. Umrl je med 1124 in 1130 in je zapustil deset otrok (po nekaterih samo dva otroka), med njimi tudi našega Petra, ki je pozneje postal protipapež Anaklet. Eden od starejših otrok se je 116 potegoval za mesto rimskega prefekta, vendar je to preprečila rodovina Frangipani, kar pa se mu je posrečilo pozneje. Peter pa se je odločil za cerkveno kariero. 

Petrov stari oče Baruh je prišel v večno mesto še kot jud in ga je krstil Leon IX. in iz spoštovanja do papeža si je izbral ime Leon. Petrov oče je bil 
konzul Pier Leoni. Imel je dva otroka: starejši se je 1116 potegoval za mesto rimskega prefekta, vendar je to preprečila rodovina Frangipani, kar pa se mu je posrečilo pozneje. Drugi sin je bil Pietro, ki se je odločil za cerkveno kariero. Privzel si je tudi očetovo ime in tako je nastal priimek Pierleoni. 

### Šolanje in vzpon
Peter se je šolal v Parizu; študije je nadaljeval v Clunyju, kjer je postal menih benediktinec pri opatu Petru Častitljivemu. Čez leta ga je Pashal II. dal poklicati v Rim v Lateran. Gelazij II. ga je imenoval januarja 1118 za kardinala-diakona pri cerkvi svetega Kozma in Damijana. 

Pozneje je spremljal papeža Gelazija II. v izgnanstvo v Francijo; kot papeški legat je deloval v Franciji in Angliji. Pri duhovščini in ljudstvu je bil priljubljen in prav to je njegova častihlepna rodovina hotela izkoristiti v svoj prid po Honorijevi smrti.

## Nesloga pri papeških volitvah

### Nemirne papeške volitve 1124
Ob Kalistovi smrti je povzročil težave nezakonit poseg plemstva v papeške volitve. V tistem času sta obstajali v Rimu dve veliki stranki: Frangipani in Perleoni; prva je obvladovala področje okrog Koloseja s svojimi Turris Chartularia, druga pa okrožje v bližini Tiberskega otoka, s svojo trdnjavo-gledališčem Marcelom (Marcellus). Po splošnem dogovoru med kurijskimi kardinali in plemstvom ter v skladu s kanonskimi predpisi, naj bi potekala izvolitev Kalistovega naslednika tretji dan po njegovi smrti. Na strani plemičev so bili glavni posredniki bogati in vplivni Pierleone I. (†1128), oče kardinala Pierleoneja II., ki naj bi postal pozneje protipapež Anaklet, in Leo Frangipane, brat Roberta Frangipaneja in tisti od Cencijev (Cencius), ki je razjezil Gelazija II.. Leo Frangipane je spodbujal to razumevanje, da bi mogel imeti več časa za izvolitev uglednega diplomata Wormškega sporazuma, ostijskega škofa kardinala Lamberta.  Zavedal se je, da je pred njim težka naloga; saj je bilo splošno znano, da so ljudje želeli za papeža Saksa  (Saxo), kardinala pri sv. Štefanu. Zato se je Leo hlinil, da ima isto željo tudi sam. Hkrati pa – da zagotovi prisotnost vseh kardinalov in tako veljavne volitve – se je potrudil, da se je osebno sešel s spremljevalcem vsakega od kardinalov na večer pred volilnim dnevom in se je z vsakim dogovoril – ne da bi drugi za to vedeli – da bodo jutri nosili rdeče plašče, da se bodo ločili od papeževe črne suknje.  To je storil v pričakovanju, da bo izvoljen za papeža glede na svoj vpliv, ko ga bo vsakdo od kardinalov zlahka opazil. 

Kolikor resnice pač obstaja v tej zgodbi, ki jo je povedal goreč privrženec protipapeža Anakleta, ki je bil tedaj kardinal Perleone II. pri sv. Kalistu, drži tole: Privrženci te dvojice so bili vidni na teh volitvah – vsi kardinali so se zbrali v kapeli samostana sv. Pankracija, ki se drži južnega krila Lateranske bazilike. Tam stoji zdaj očarljiv samostan kanonikov. Po malo razpravljanja o predlogu Jonatana, kardinala-diakona pri sv. Kozmu in Damijanu, niso izvolili niti kardinala Saksa niti Lamberta, ampak kardinala-duhovnika pri sv. Anastaziji, Teobalda Buccapecu. Njega so ustrezno oblikli v rdeč plašč in prevzel ime Celestin. Toda nenadoma, ko so peli Te Deum, in je kardinal Lambert pel glasneje od ostalih, so zagnali krik Robert Frangipane in njegova stranka: »Lambert papež!« Naenkrat je odhitel ven, sedel na tako imenovano symae (sigmae) pred cerkvijo sv. Silvestra, in ga razglasil za papeža pod imenom Honorij II. To se je zgodilo 15. decembra.  

Dokaj očitno je, da je stranka Pierleonea s svojim nepričakovanim imenovanjem Teobalda presenetila kardinalski zbor in ti so pohiteli razglašat kandidata, ki ga sami niso želeli. Kakor hitro so izklicali ime Lambert,  je njihov »uglednejši del« (»sanior pars«) v smislu odloka Nikolaja II. potegnil z njim. Za nekaj dni je bil Rim prizorišče hudih neredov in zmešnjav; končno pa so Celestina njegovi navijači pustili na cedilu in Lambert je ostal nesporni lastnik Sedeža sv. Petra.  Lambert, kot »ljubitelj pravice«, ni bil zadovoljen z načinom izvolitve, ter je pred vsemi kardinali odstopil s svojega položaja ter odložil svojo mitro in plašč. Njegov odstop so sprejeli, vendar so ga – prav zaradi tega dejanja, ki je razodevalo njegovo skromnost in ponižnost – takoj ponovno izvolili. Vsi so mu poljubili noge in ga priznali »kot svojega škofa in vesoljnega papeža« na nedeljo, 21. decembra 1124. 

### Nesložne volitve tudi 1130
.
Ko je Honorij II. še umiral, je torej gospodarsko zelo vplivna rodovina Leonejevih uporabila vsa sredstva, da bi postavila kardinala Petra Leoneja za papeža. Kakor hitro je papež Honorij zatisnil oči, je 16 kardinalov – kamor jih je v njihovo zastraženo palačo zbral Frangepani – izvolila pobožnega in učenega kardinala Gregorja Papareschi-ja za papeža Inocenca II. in sicer že 14. februarja 1130 ob devetih zjutraj. Nasprotna stranka pa ni zamujala, ampak je še istega dne popoldne 20 kardinalov – torej večina – le nekaj ur pozneje izvolilo za papeža Petra. Volitve je podprlo tudi podkupljeno ljudstvo, ki je oklicalo za papeža Petra Leone-ja pod imenom Anaklet II.. 
Ko je Inocenc zvedel za hude nemire, se je že petega dne hotel odpovedati papeštvu; kardinali pa so ga najprej prosili, naj ostane; nato so mu v primeru odstopa zagrozili z izobčenjem. Niso namreč hoteli sprejeti posvetnega, celo razuzdanega Petra. Inocencijev položaj pa je postal v prekucuškem mestu tako negotov, da se je zatekel k francoskemu kralju – kjer je našel zavetje, podobno kot že pet njegovih prednikov. Tedaj je Anaklet II. zasedel baziliko sv. Petra, Lateran z zakladnico in prisilil celo papeške podpornike Frangepane, da so ga priznali. 

### Bernard je podprl Inocenca
Francoski kralj Ludvik VI. se je skupaj s škofi, ki so zasedali 1130 v Étampesu, v tej zmedi obrnil na že tedaj spoštovanega Bernarda in mu zaupal odločitev o tem, kateri papež je pravi. Čeprav se je obotavljal in trepetal pred nehvaležno vlogo, je vendar po nagovarjanju od vseh strani, sprejel nelahko nalogo. Najprej se je posvetoval z drugimi pobožnimi in učenimi ugledniki, med drugimi z magdeburškim nadškofom Norbertom, pa tudi s svojim siceršnjim nasprotnikom klinijskim opatom Petrom Častitljivim. . Peter je namreč spoznal, da je pri protipapežu Anakletu rasla pohlepnost, lakomnost in brezobzirnost vzporedno s porastom njegovega vpliva in moči; tako je iz ponižnega meniha postal ošaben gospodar. Z Bernardom pa se nista ujemala glede načina obnove meniškega življenja, čeprav sta se oba trudila zanjo. Zato je postal eden od njegovih nasprotnikov. Temeljito so preučili potek volitev, vrstni red, nato zasluge izvoljenih in na temelju vsega prišli do skupnega sklepa, ki ga je potem objavil Bernard, in sicer, da se mora Cerkev pridružiti Inocencu. Značilno je, kar je Bernard zapisal o kočljivi zadevi v nekem pismu:  
 »Če je vse to, kar govorijo o Anakletu II., res, potemtakem ta človek ne samo da ne more biti glavar Cerkve, ampak niti dušni pastir kake hribovske vasice. Če pa to ni res, je tudi tedaj primerno, da se ne odlikuje cerkveni poglavar le po svetem življenju, ampak tudi po neomadeževanem dobrem imenu.
Po Bernardovi odločitvi so sprejeli Inocenca za papeža v Franciji, kjer je posvetil novo klinijsko baziliko. Priznali so ga tudi v Nemčiji, Španiji, Angliji in na Madžarskem; Anakletu je ostal zvest do nadaljnjega le Rim in Milan. 

Zadeva pa je naletela na hude odpore. V Liégu se je Bernard srečal z angleškim kraljem, ki se je dolgo obotavljal priznati zakonitega papeža, češ da mu vest ne dovoli. Na to mu je svetnik drzno odgovoril: »Veličanstvo naj skrbijo tisti njihovi grehi, za katere bo moralo odgovarjati pred Bogom. Tega enega pa jaz vzamem na svojo vest.« In kralj se je vdal. 
Še večji uspeh je požel z akvitanijskim vojvodom Viljemom. Ta velikanski, divjaški in prepirljivi človek je držal s protipapežem Anakletom. Bernard mu je zaman pihal na dušo. Nekoč je vojvoda prisostvoval slovesni maši; po povzdigovanju je Bernard v povzdignjene roke vzel Najsvetejše, krenil proti vojvodu in govoril takole: »Mi, Božji služabniki, smo te zaman prosili; nisi se nam uklonil. Sedaj se ti bliža sam glavar Cerkve in tvoj Gospod, sodnik, pred čigar imenom se pripogne vsako koleno v nebesih, na zemlji in pod zemljo. V njegove roke bo nekoč prišla tudi tvoja duša. Ali se ga upaš zavreči tako, kakor si delal z njegovimi služabniki?« Navzočim je zledenela kri v žilah. Vojvoda je prebledel, zatrepetal in se nezavesten zgrudil na zemljo. Bernard se ga je dotaknil in ko se je ovedel, je storil po Bernardovi želji. 38-leten se je odpovedal prestolu in začel spokorno življenje. 

Trikrat se je napotil Bernard v Italijo mirit sprte kneze in mesta. Posrečilo se mu je, da je uvedel papeža Inocenca v Rim, k svetemu Petru. Ko je po Anakletovi smrti njegova stranka izvolila novega protipapeža in sicer Viktorja IV., ga je Bernard nagovoril na odpoved službi zaradi miru v Cerkvi. Tedaj se je Inocenc lahko za stalno vrnil v Rim. 

### Koncil sprave
Da bi odpravil posledice razkola in utrdil notranjo svobodo Cerkve, je Inocenc II. sklical in vodil Drugi lateranski koncil.

V 30.kanonu je koncil določil: Posvetitve, ki jih je opravil protipapež, so nične.

Na tem vesoljnem cerkvenem zboru so bili koncilski očetje res temeljiti: po smrti protipapeža Anakleta II. 1138 so na zborovanju 1139 odstavili vse škofe, ki jih je on postavil. Po Francoskem so celo iskali oltarje, ki jih je on posvetil, ter jih podirali. 

## Smrt
Peter Pierleoni je nenadoma in nespokorjen umrl 25. januarja 1138 v Rimu. Z njegovo smrtjo je prenehal eden najhujših razkolov v Cerkvi. 
Sicer so njegovi pristaši kmalu izvolili za naslednika protipapeža Viktorja, ki se je pa kmalu vdal ljubeznivemu Bernardovemu nagovarjanju in odstopil.